# 로랑 라피트
로랑 라피트(Laurent Lafitte, 1973년 8월 22일 ~ )는 프랑스의 배우이다.

## 작품 목록

### 영화 출연
- 크림슨 리버 (2000)
- 텔 노 원 (2006)
- 언 시크릿 (2007)
- 프렌즈: 하얀 거짓말 (2010)
- 투캅스 인 파리 (2012)
- 러브 펀치 (2013)
- 무드 인디고 (2013)
- 터보 (2013) - 목소리
- 아스테릭스: 신들의 전당 (2014) - 뒤플리카타 역 (목소리)
- 나의 스타가 우리 집에 찾아왔다 (2014, Elle l'adore) - 뱅상 역
- Tristesse Club (2014)
- L'art de la fugue (2014)
- 부메랑 (2015, Boomerang)
- 아빠 또는 엄마 (2015, Papa ou Maman)
- 어린 왕자 (2015) - 자만에 빠진 남자 역 (목소리)
- 엘르 (2016) - 패트릭 역
- 아빠 또는 엄마 2 (2016, Papa ou Maman 2)
- 맨 오브 마스크 (2017) - 헨리 역
- K.O. (2017)
- 이케아 옷장에서 시작된 특별난 여행 (2018)
- 학교는 끝났다 (2018) - 피에르 역
- 원 네이션 (2018)
- 세비지 (2018, Les Fauves) - 폴 역
- 보르도 우정여행 (2019, Nous finirons ensemble) - 앙투안 역
- 세상의 기원 (2020,  L'Origine du monde) - 연출, 각본 겸임

### 텔레비전 출연
- 코로네이션 스트리트 (1999)
- 버드송 (2012)

### 영화 연출 및 각본
- 세상의 기원 (2020,  L'Origine du monde)